# Brighton (hrabstwo Monroe)
Brighton – miasto w Stanach Zjednoczonych, w stanie Nowy Jork, w hrabstwie Monroe.